# Momir Rnić
Momir Rnić   (Sečanj, 3 de febrer de 1955) és un jugador d'handbol iugoslau, ja retirat, que va participar en els Jocs Olímpics d'Estiu de 1980, en els de 1984 i 1988.
A Moscou 1980 fou membre de l'equip iugoslau que va acabar sisè. Hi jugà els sis partits, i hi va marcar disset gols. Quatre anys més tard, a Los Angeles 1984, formà part de la selecció iugoslava que va guanyar la medalla d'or. Hi va jugar quatre partits, i marcà un gol. A Seul 1988 hi va guanyar la medalla de bronze també amb l'equip iugoslau. Hi va jugar tots sis partits, i hi va marcar divuit gols.
En el seu palmarès també destaquen dues medalles al Campionat del Món d'handbol, de plata el 1982 i d'or el 1986; així com dues medalles d'or als Jocs del Mediterrani, el 1979 i 1983.
Una vegada retirat exercí d'entrenador en diversos equips.
El seu fill Momir Rnić és també jugador d'handbol, i membre de la selecció nacional d'handbol de Sèrbia.